# Breathe (album)
Pour les articles homonymes, voir Breathe (homonymie).
Albums de Midnight Oil
Earth and Sun and Moon
(1993) 20,000 Watt R.S.L. (Best of)
(1997)
Singles
1. Underwater
Sortie : août 1996
2. Surf's Up Tonight
Sortie : novembre 1996

Breathe est le neuvième album studio du groupe de rock australien Midnight Oil sorti le 15 octobre 1996.

## Liste des titres
| No  | Titre                      | Auteur                                                                    | Durée |
| --- | -------------------------- | ------------------------------------------------------------------------- | ----- |
| 1.  | Underwater                 | - Peter Garrett - Bones Hillman - Rob Hirst - Jim Moginie - Martin Rotsey | 5:02  |
| 2.  | Surf's Up Tonight          | - Garrett - Moginie                                                       | 3:05  |
| 3.  | Common Ground              | - Garrett - Moginie                                                       | 4:26  |
| 4.  | Time to Heal               | - Garrett - Moginie                                                       | 3:54  |
| 5.  | Sins of Omission           | - Garrett - Hillman - Hirst - Moginie - Rotsey - Malcolm Burn             | 4:35  |
| 6.  | One Too Many Times         | Moginie                                                                   | 3:27  |
| 7.  | Star of Hope               | Moginie                                                                   | 4:57  |
| 8.  | In the Rain                | Garrett                                                                   | 2:28  |
| 9.  | Bring on the Change        | Garrett, Moginie                                                          | 3:50  |
| 10. | Home (avec Emmylou Harris) | - Garrett - Moginie                                                       | 4:29  |
| 11. | E-Beat                     | - Garrett - Moginie                                                       | 4:32  |
| 12. | Barest Degree              | - Hillman - Hirst                                                         | 3:09  |
| 13. | Gravelrash (instrumental)  | - Garrett - Hillman - Hirst - Moginie - Rotsey                            | 3:27  |

## Composition du groupe
- Peter Garrett : chant
- Bones Hillman : basse, chœurs
- Jim Moginie : guitares, claviers, chœurs
- Martin Rotsey : guitares
- Rob Hirst : batterie, chœurs

Musiciens additionnels :
- Emmylou Harris : chant sur le titre Home
- Malcolm Burn : guitares, orgue, basse
- Buddy Miller : guitare
- Daryl Johnson : djembe
- Ethan Allan : piano

## Classements hebdomadaires et certifications
| Classement (1996)              | Meilleure place |
| ------------------------------ | --------------- |
| Allemagne (Media Control AG)   | 33              |
| Australie (ARIA)               | 3               |
| Canada (Canadian Albums Chart) | 32              |
| États-Unis (Billboard 200)     | 155             |
| France (IFOP)                  | 19              |
| Nouvelle-Zélande (RIANZ)       | 26              |
| Suisse (Schweizer Hitparade)   | 31              |

| Pays             | Certifications | Unités certifiées |
| ---------------- | -------------- | ----------------- |
| Australie (ARIA) | Or             | 35 000            |